# Lalkuan
Lalkuan es un pueblo y  nagar Panchayat situado en el distrito de Nainital,  en el estado de Uttarakhand (India). Su población es de 7644 habitantes (2011). Se encuentra a 22 km de Nainital.

## Demografía
Según el censo de 2011 la población de Lalkuan era de 7644 habitantes, de los cuales 4190 eran hombres y 3454 eran mujeres. Lalkuan tiene una tasa media de alfabetización del 83,08%, superior a la media estatal del 78,82%: la alfabetización masculina es del 89,79%, y la alfabetización femenina del 76,05%.